# Đuro Njavro
Dr. Đuro Njavro (Metković, 15. siječnja 1957.), hrvatski ekonomist i pedagog.
Osnovnu i srednju školu završio je u Zagrebu. Godine 1981. diplomirao je na Fakultetu za vanjsku trgovinu u Zagrebu, a nakon toga radio je u gospodarstvu te kao privredni novinar i urednik u tjedniku Privredni vjesnik. Godine 1985. magistrirao je ekonomske znanosti, a doktorirao je 1988. godine na Ekonomskom fakultetu Sveučilišta u Zagrebu. Boravio je na stručnim usavršavanjima u Sjedinjenim Američkim državama i Velikoj Britaniji.
Od 1988. godine na Ekonomskom fakultetu u Zagrebu radio je kao predavač na predmetu Osnove ekonomije.
Od 1990. godine dr. Njavro je djelatan i u političkom životu Republike Hrvatske. Od svibnja 1993. do studenoga 1995. godine obnašao je dužnost savjetnika predsjednika Republike za gospodarstvo.
U Zastupnički dom Hrvatskog državnog Sabora izabran je 1995. godine. Bio je i predsjednik saborskog Odbora za financije i državni proračun.
Drugi put je u Zastupnički dom Hrvatskog državnog Sabora izabran 1999. godine. Potpredsjednik je saborskog Odbora za financije i državni proračun.
Od listopada 1999. godine bio je ravnatelj na Ekonomskom institutu u Zagrebu.
Danas je dekan i predavač na Zagrebačkoj školi ekonomije i managementa (ZŠEM) koja je osnovana 2002. godine, a čiji je jedan od suosnivača.
Djelatno je sudjelovao u izradi više zakona iz područja gospodarstva.

### Autor je sljedećih zakona:
- Zakon o Fondu za dugoročno financiranje stanogradnje uz potporu države;
- Zakon o stambenoj štednji i državnom poticanju stambene štednje.

### Objavljene knjige:
- Hrvatska po mjeri čovjeka, Pan liber, Osijek-Zagreb-Split, 1997.
- Socijalna država, Pan liber, Osijek-Zagreb-Split, 1998.
- Gospodarstvo, Đuro Njavro, Ivo Šutalo, Birotehnika, Zagreb, 1993.
- Gospodarstvo - Povijesni pregled ekonomske misli, Đuro Njavro, Aleksandra Arbanas, Birotehnika, Zagreb, 1997.
- Gospodarstvo, Đuro Njavro i suradnici, Birotehnika, Zagreb, 1997.
- Gospodarstvo, socijalna politika i globalizacija, Mate, Zagreb, 1999.
- Nova gospodarska politika, Mate, Zagreb, 2000.
- U oporbi, Mate, Zagreb, 2003.